# Dinocrocuta
Dinocrocuta (лат.) — род хищных млекопитающих из вымершего гиеноподобного семейства Percrocutidae. Жили в Евразии и Африке в эпоху миоцена. Первые фрагментарные ископаемые остатки были описаны в 1903 году.
Имели очень сильные челюсти, способные перемалывать кости. Представители рода весили примерно до 400 кг.

## Виды
- †Dinocrocuta gigantea Schlosser, 1903 — изначально описан как Hyaena gigantea[5];
- †Dinocrocuta salonicae Andrews, 1918[5]

## Палеоэкология

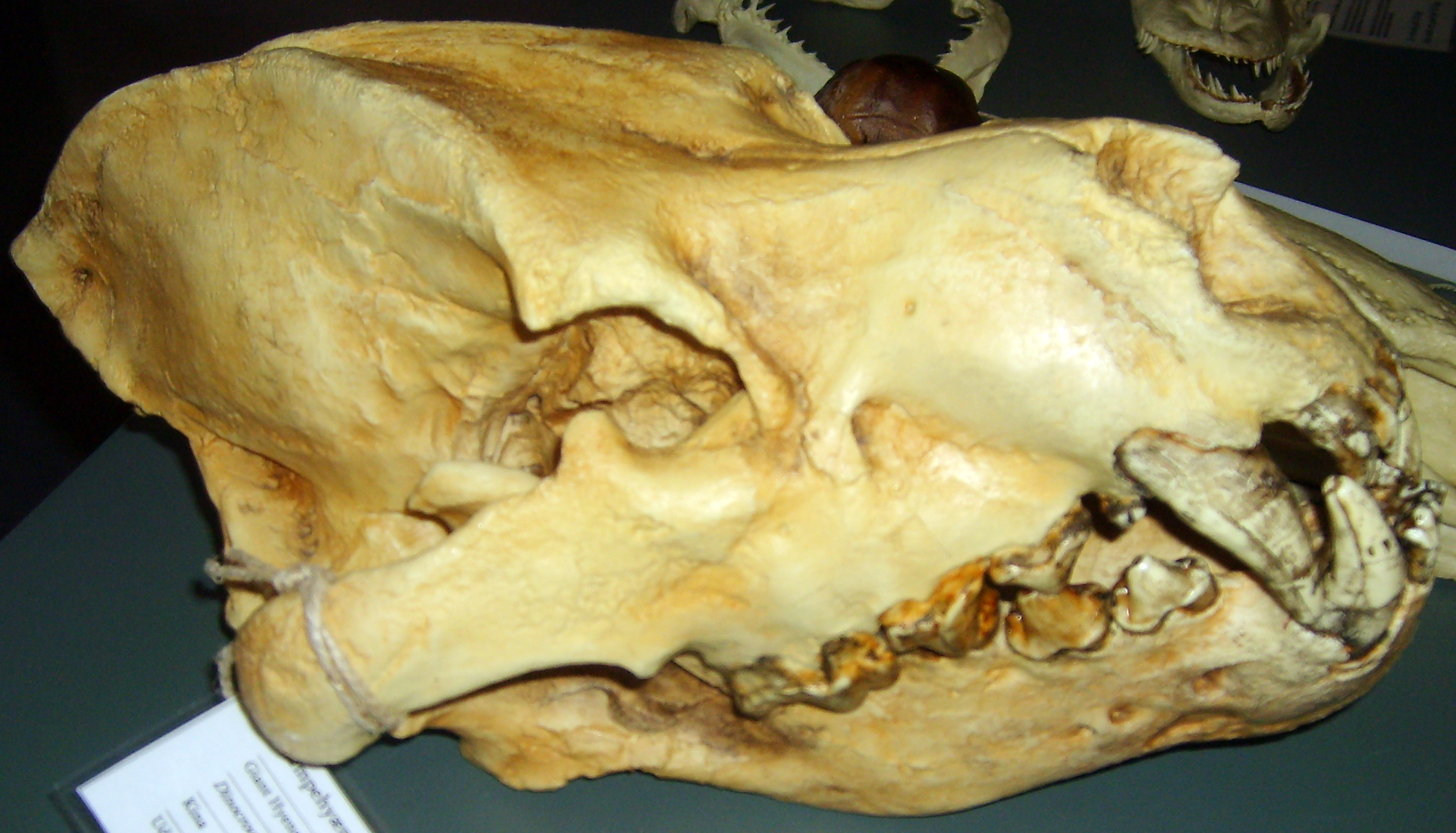
Череп Dinocrocuta gigantea

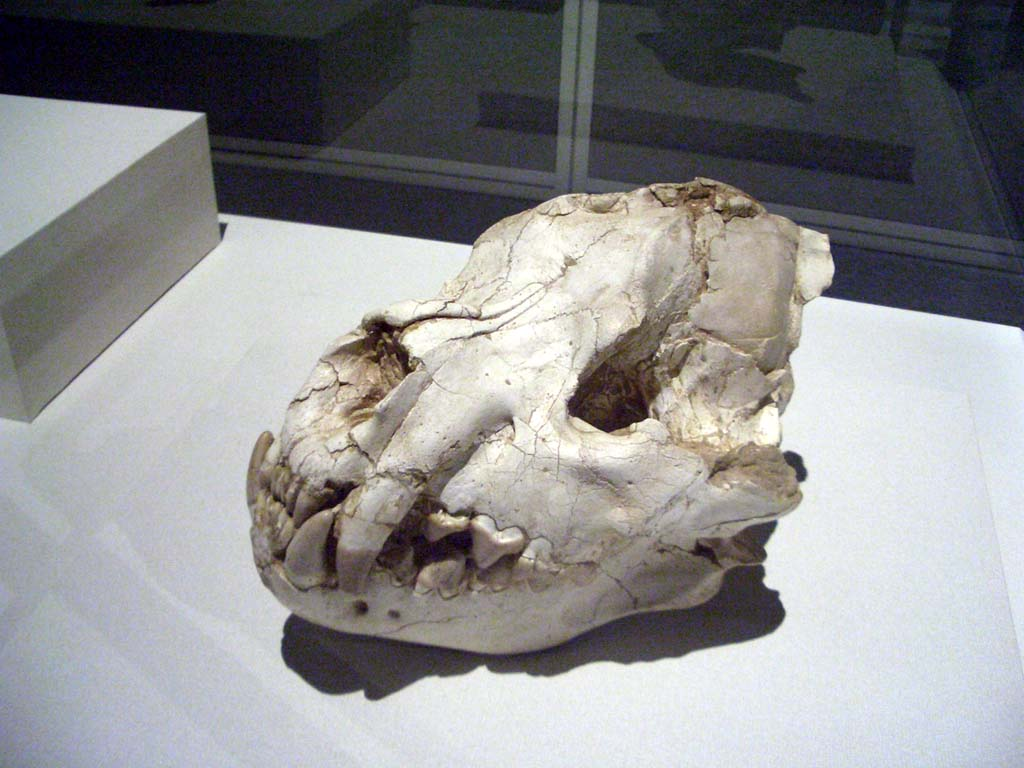
Череп Dinocrocuta macrodonta

Dinocrocuta была исключительно сильным хищником и падальщиком, способным охотиться на животных, намного превосходящих её в размерах. Хотя в настоящее время неизвестно, была ли Dinocrocuta одиночным или социальным животным, она, вероятно, могла охотиться на таких животных, как обладающий бивнями носорог Chilotherium. Несмотря на свои крупные размеры, Chilotherium был уязвим для гигантских кошкообразных, особенно это касалось беременных самок, раненых и больных животных. На черепе и челюсти самки Chilotherium остались характерные следы укусов на лбу от зубов Dinocrocuta, что указывает на то, что носорог входил в рацион хищника. Отрастание костей на ранах носорога также указывает на то, что охота Dinocrocuta оказалась неудачной и носорог отбился от хищника, сумев убежать и со временем выздороветь.

## В культуре